# 贝恩德·施奈德
贝恩德·施奈德（Bernd Schneider，1973年11月17日—），是一名已退役的德国足球运动员，司职右中场，但亦可兼任攻击中场的位置。退役前为德国国家队与勒沃库森的主力球员。他为国家队上阵81次，取得4个入球。球衣号码为19号（国家队）或25号（球会）。他的绰号为「Schnix」，偶像则是阿根廷球王迭戈·马拉多纳。

## 球會生涯
施奈德於1980年便加盟小型球會 Aufbau Jena（現今為 SV Lobeda 77），3年後轉投卡爾蔡斯耶拿，當時只有九歲。1991年8月13日，剛由卡爾蔡斯耶拿青年軍提升為一隊成員的施奈德以17歲之齡，首度於德乙亮相。之後他一共為卡爾蔡斯耶拿於德乙上陣124場，射入14球。
1998年，施奈德終於離開效力了十五年的卡爾蔡斯耶拿，轉投德甲球會法蘭克福，並立即成為法蘭克福的必然正選。他於1998/1999球季一共於德甲上陣33場射入4球，協助法蘭克福護級成功。同年夏天，施奈德入選了德國國家隊，並轉會到勒沃库森旗下。
改穿了勒沃库森的球衣後，施奈德差點便立即替球會取得了1999-2000球季的德甲聯賽錦標，可是球隊於最後一轮的賽事中不敵翁特哈兴，最终因净胜球劣势屈居于德甲霸主拜仁慕尼黑之后，获得亞軍。2001年3月17日，施奈德曾於勒沃库森作客多特蒙德的德甲賽事中，於中圈線前一點的位置，射破了當時多特蒙德門將莱曼的十指關，該記離門近五十米的入球，被认为是施奈德職業球員生涯中其中一記最漂亮的入球。2001/2002球季，施奈德为勒沃库森同時取得了德甲、冠军杯以及德國盃的三料亞軍，成為一時佳話。
2003/2004球季，施奈德在德甲射入了十個入球，打破了其個人單季入球紀錄，但與其他歷屆星級球員比較則未是世界級，故他直到退役一直留在了勒沃库森，沒有受到其他大球會像拜仁、曼聯和皇馬垂青。

## 國家隊
1999年7月28日，施奈德於德國二比零擊敗新西蘭的洲際國家盃賽事中，首度為德國國家隊上陣。可是，他並未能入選2000年欧洲杯決賽週的大軍當中。
2002年世界杯，施奈德於首場分組賽射入一記自由球，協助德國以八比零大勝，而該記入球也成为施奈德第一個國際賽入球。當屆他於七場決賽週的賽事均正選上陣，最後德國於決賽以零比二不敵巴西，屈居亞軍。
2004年欧洲杯，施奈德順利入選決賽週的大軍名單。但是，德國於分組賽以二和一負之成績位列小組第三名，提早出局。
2006年世界杯，已經三十二歲的施奈德繼續成為國家隊主力。由於隊長米夏埃尔·巴拉克於迎戰哥斯達黎加的揭幕戰因傷缺陣，結果施奈德於該場比賽成為了球隊的隊長，並協助球隊以四比二擊退了對手，旗開得勝。最後德國獲得了2006年世界盃足球賽的季軍，施奈德亦繼2002年之後，再次於七場決賽週賽事中全部正選上陣，實屬難得。
2008年4月，施奈德被诊断出患有椎间盘突出，将缺阵4个月。这也意味着，施奈德将错过6月份在瑞士和奥地利举办的2008年欧洲杯。
2009年6月26日，35岁的施耐德由于饱受脊椎伤病的折磨，正式宣布退役。